# Спортивные объекты зимних Олимпийских и Паралимпийских игр 2022
Игры XXIV Зимних Олимпийских игр должны пройти в Китае, с 4 по 20 февраля 2022 года, а XIII Паралимпийские зимние игры c 4 по 13 марта 2022 года.  

## Спортивные сооружения
Соревнования зимней Олимпиады пройдут в трёх местах: в Пекине, в Яньцине и в Чжанцзякоу. В Пекине пройдут все ледовые соревнования Зимних Олимпийских игр и соревнования по сноуборду и фристайлу; в Яньцине пройдут соревнования по горным лыжам и снегоходам; в Чжанцзякоу пройдут соревнования по сноуборду и фристайлу.

### Спортивные объекты Пекина
В кластере Пекина расположены 12 соревновательных и внесоревновательных объектов, 11 из которых являются наследием Олимпийских игр 2008 года, а 9 используются напрямую. Зона соревнований в Пекине также является зоной соревнований с наибольшим количеством спортивных объектов и сооружений среди трех зон соревнований.

### Спортивные объекты Чжанцзякоу
Соревновательная зона Чжанцзякоу расположена в районе Тайцзичэн (деревня Принсчэн, деревня Куйяншу) в 220 км от центра Пекина и в 130 км от горного района Сяохайтуо. Здесь пройдут соревнования сноуборду, фристайлу, беговым лыжам и прыжкам с трамплина. В кластере 8 площадок (5 для соревнований и 3 вспомогательных ). Из них 2 - существующие, 4 - новые и 2 - временные.